# Świteź
Świteź (biał. Свіцязь, Swiciaź; ros. Свитязь, Switiaź) – jezioro na Białorusi na granicy rejonów nowogródzkiego i korelickiego, 20 km na południowy wschód od Nowogródka. Leży na wododziale Niemna i Szczary, w dorzeczu Mołczadzi, na terenie Świteziańskiego Parku Krajobrazowego. Jest pochodzenia krasowego – powstało w wyniku oberwania ziemi do podziemnej pustej przestrzeni. W pobliżu nie ma wielkich jezior i rzek, nie wpada do niego żadna rzeka, a wypływa jedynie Sworotwa – dopływ Mołczadzi. Poziom wody jest praktycznie zawsze taki sam. Leży na południowym stoku Wysoczyzny Nowogródzkiej, na wys. 258 m n.p.m. i ma kształt zbliżony do koła. Ma formę lejka. Dno równe, jego część głębsza niż 10 m to 2% całości. Przy brzegach piaszczyste.
W jeziorze i jego pobliżu rośnie znaczna liczba roślin reliktowych. Wśród nich występują lobelia jeziorna oraz brzeżyca jednokwiatowa (jedyne stanowisko na Białorusi). W wodach rozpowszechniona płoć, wzdręga, karaś, szczupak, okoń, dominuje lin. Przewaga linów wynika z ich zdolności do rozmnażania w wodzie o niskiej kwasowości, co dla innych gatunków ryb jest czynnikiem niekorzystnym.
Na skutek starań, które podjął Stanisław Lorentz, w 1930 roku jezioro i otaczające je tereny zostały uznane za zabytek.
Obecnie jezioro wykorzystywane jest wyłącznie w celach rekreacyjnych. Dozwolone amatorskie wędkarstwo.
Od 1970 jezioro i otaczający go teren znajdują się pod ochroną w ramach Świteziańskiego Rezerwatu Krajobrazowego.

## Legenda

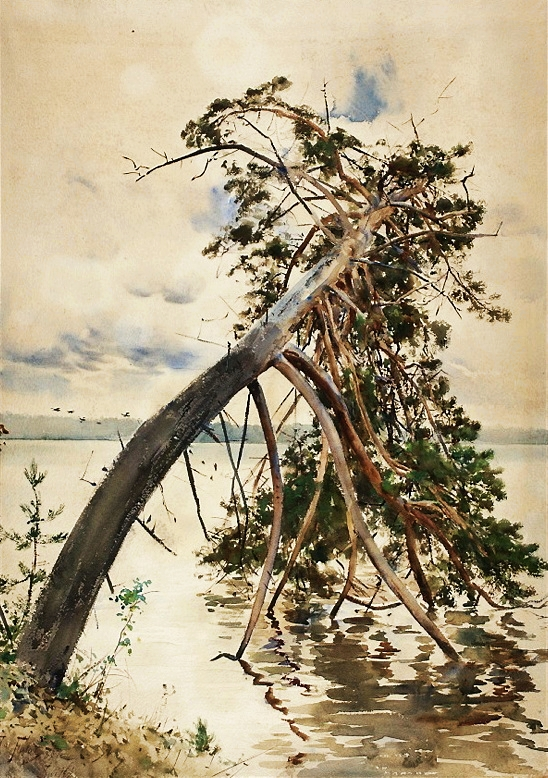
Świteź Juliana Fałata

Według legendy, na miejscu jeziora Świteź stało miasto, piękne jak marzenie. Pewnego razu na nowogródzką ziemię przyszli najeźdźcy. Starzy i młodzi poszli walczyć, a w mieście zostały tylko bezbronne żony i córki. Kiedy najeźdźcy znaleźli się pod bramą, a świtezianki gotowe już były umrzeć w płomieniach, ale nie poddać się wrogom, wydarzył się cud. Ziemia rozstąpiła się i pochłonęła miasto, by nie oddać go wrogowi. Na jego miejscu zaś rozlało się nadzwyczajnie piękne jezioro, na którego przejrzystej powierzchni pojawiły się kwiaty, jakich nie ma nigdzie indziej. Następnie najeźdźcy poginęli, gdyż zaczęli rwać owe trujące kwiaty, w które zostali zamienieni byli mieszkańcy Świtezi. W istocie, "cary", czyli lobelia jeziorna, jest gatunkiem typowym dla tzw. jezior lobeliowych związanych z obszarem atlantyckim (w Polsce występujących niemal wyłącznie na Pomorzu), a więc Świteź leży poza jej zwartym zasięgiem.

## Jezioro w poezji
Jest możliwe, że poeta Adam Mickiewicz urodził się we wsi Zaosie w pobliżu Świtezi. W młodości często tam bywał i zachwycał się jej pięknem. Napisał ballady Świteź i Świtezianka. W pobliżu jeziora znajduje się kamień, na którym wypisano fragment ballady Świteź:

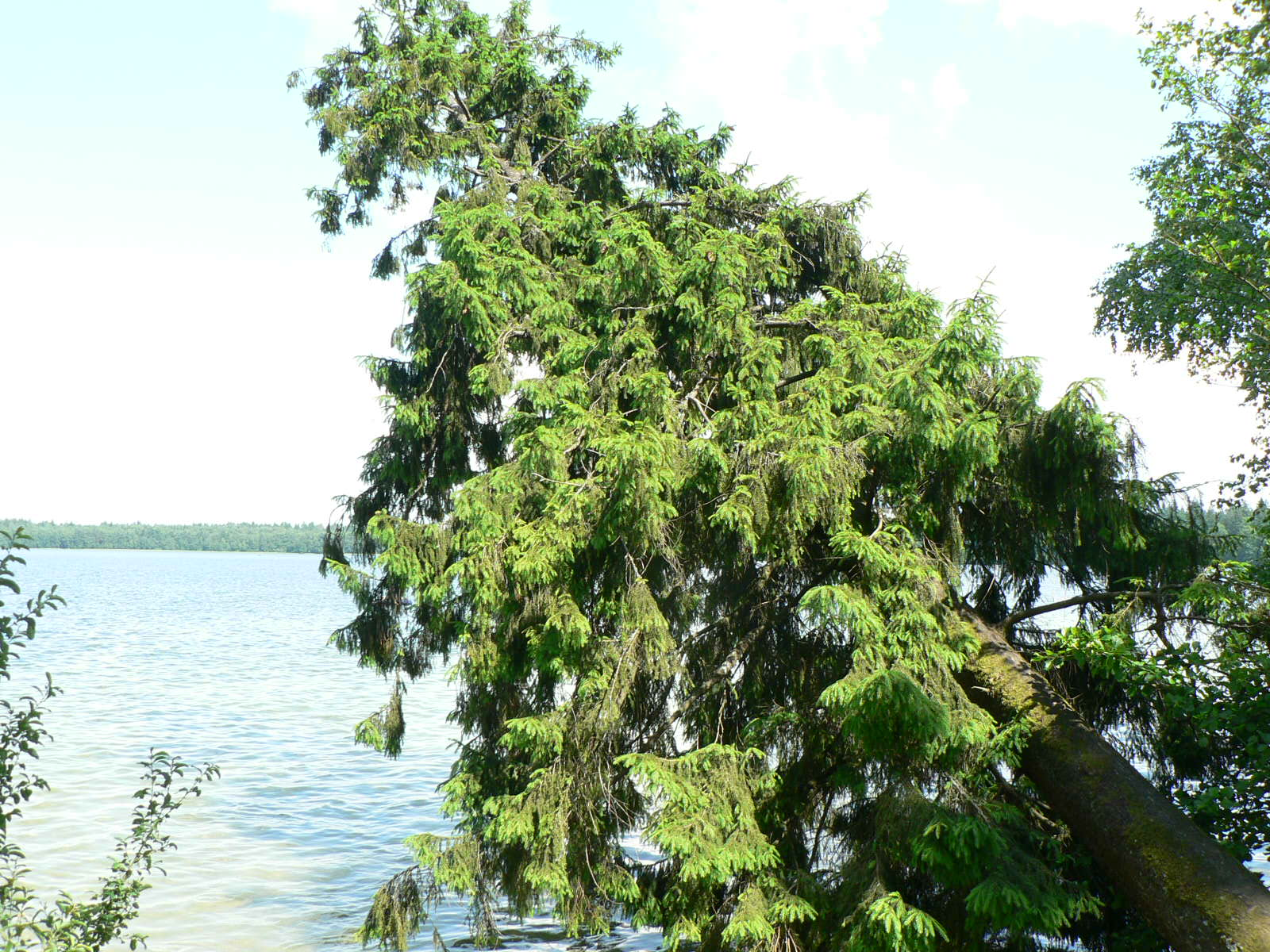
Pochylony nad brzegiem Świtezi świerk. 2009 rok

Ktokolwiek będzisz w nowogródzkiej stronie,
Do Płużyn ciemnego boru
Wjechawszy, pomnij zatrzymać twe konie,
Byś się przypatrzył jezioru.
A. Mickiewicz
W roku 2011 w studiach Human Ark i Se-ma-for, zrealizowany został film animowany na podstawie ballady. Reżyserem i autorem scenariusza jest Kamil Polak.